# Château de Klenová
Le château de Klenová (en tchèque : Hrad a zámek Klenová), est un château situé à Klenová, dans le sud-ouest de la Bohême. Seules des ruines demeurent du château originel, mais d'autres constructions ont été rajoutées au XIXe siècle.

## Histoire
Le château a été construit en 1291 pour faire partie des défenses frontalières. Kryštof Harant (en), un écrivain et musicien noble y est né en 1564. Entre les XVIIe et XVIIIe siècles, le château est tombé en ruines, mais il a été en partie reconstruit entre 1832 et 1838. Il abrite aujourd'hui une galerie d'art.

## Source
- (en) Cet article est partiellement ou en totalité issu de l’article de Wikipédia en anglais intitulé « Klenová Castle » (voir la liste des auteurs).